# Češljugovke
Češljugovke (lat. Dipsacoideae, sin. Dipsacaceae), nekadašnja biljna porodica, danas čini potporodicu porodice kozokrvnica. Ime je dobipla po rodu češljugovina (Dipsacus). U porodicu je bilo uključeno oko 370 vrsta unutar 15 rodova.
Hrvatski naziv ovoga roda i porodice dolazi navodno po češljugarima, pticama koje se hrane plodovima na njenim glavicama. Glavice te biljke su bodljikave, i nekada su korištene za češljanje vune.

## Tribusi i rodovi
- Subfamilia Dipsacoideae Eaton
  - Tribus Triplostegiae Höck.
    - Triplostegia Wall. ex DC.  (2 spp.)

  - Tribus Bassecoieae V.Mayer & Ehrend.
    - Bassecoia B.L.Burtt  (3 spp.)

  - Tribus Pterocephalidieae V.Mayer & Ehrend.
    - Pterothamnus V.Mayer & Ehrend. (1 sp.)
    - Pterocephalidium G.López (1 sp.)

  - Tribus  Pseudoscabioseae V.Mayer & Ehrend.
    - Pseudoscabiosa Devesa  (3 spp.)

  - Tribus Scabioseae DC.
    - Pterocephalus Vaill. ex Adans., (33 spp.) peroglavka
    - Scabiosa L., (56 spp.), zvjezdoglavka, udovičica
    - Sixalix Raf. (13 spp.), udovičica

  - Tribus Lomelosieae V.Mayer & Ehrend.
    - Lomelosia Raf.,  (63 spp.) pršnica
    - Pycnocomon Hoffmanns. & Link (2 spp.)

  - Tribus Dipsaceae Rchb.
    - Cephalaria Schrad. ex Roem. & Schult.,  (104 spp.) glavatka
    - Succisa Haller, (3 spp.) preskoč
    - Succisella Beck, (5 spp.) preskočica
    - Knautia L., (58 spp.) prženica
    - Dipsacus L., (18 spp.) češljugovina

### Sinonimi
- Scabiosoideae Burnett